# 打兰
打兰（英語：或；药剂学符号：ʒ；缩写：dr）:C-6–C-7
，最初为希腊古代的一个重量及硬币单位。它是常衡制的一个质量单位，也是药衡制的一个质量单位和体积单位。 作体积单位时，常被称为“液量打兰”或“英液打兰”，英文中则被称为“fluid dram”、“fluid drachm”、“fluidram”或“fluidrachm”，缩写为“fl dr”、“ƒ 3”或“fʒ”。:C-17

## 重量单位
- 在古希腊计量单位（英语：Ancient Greek units of measurement）中，德拉克马（drachm）为重量单位，相当于6奥波勒斯或1⁄100希腊米纳，约合4.37克。[8]
- 在古罗马计量单位（英语：Ancient Roman units of measurement）中，重量单位德拉克马，或称德拉姆（dram），等于1⁄96罗马磅，约合3.41克。[9][10]
- 在奥斯曼帝国，迪拉姆（Dirham），等于1⁄400奥克（英语：Oka (mass)），约合3.207克。